# NGC 7677
NGC 7677 este o galaxie situată în constelația Pegas. A fost descoperită în 5 septembrie 1864 de către Albert Marth. Se află la o distanță de 48,75 de megaparseci de Pământ.